# Limia perugiae
Espèce
Synonymes
- Platypoecilus perugiae Evermann and Clark, 1906

Limia perugiae est une espèce de poisson dulçaquicole de la famille des Poeciliidae.

## Distribution
Cette espèce est endémique de la République dominicaine.

## Description
Limia perugiae mesure jusqu'à 10 cm.